# Frida (mai, mai, mai)
Frida (mai, mai, mai) è un singolo del gruppo musicale italiano The Kolors, pubblicato il 7 febbraio 2018 dalla Baraonda Edizioni Musicali.

## Descrizione
Il brano è stato scritto da Tropico, Dardust, Alessandro Raina e Antonio Stash Fiordispino e segna il loro primo brano in carriera ad essere stato composto interamente in lingua italiana.

## Promozione
Il gruppo ha presentato il brano per la prima volta dal vivo il 6 febbraio 2018, in occasione della loro partecipazione al Festival di Sanremo 2018 (classificandosi nono al termine della manifestazione), venendo reso disponibile per il download digitale il giorno seguente.

## Video musicale
Il videoclip della canzone è stato diretto dal collettivo The Astronauts.

## Tracce
1. Frida (mai, mai, mai) – 3:31

## Classifiche
| Classifica (2018) | Posizione massima |
| ----------------- | ----------------- |
| Italia            | 10                |